# Kamenné námestie

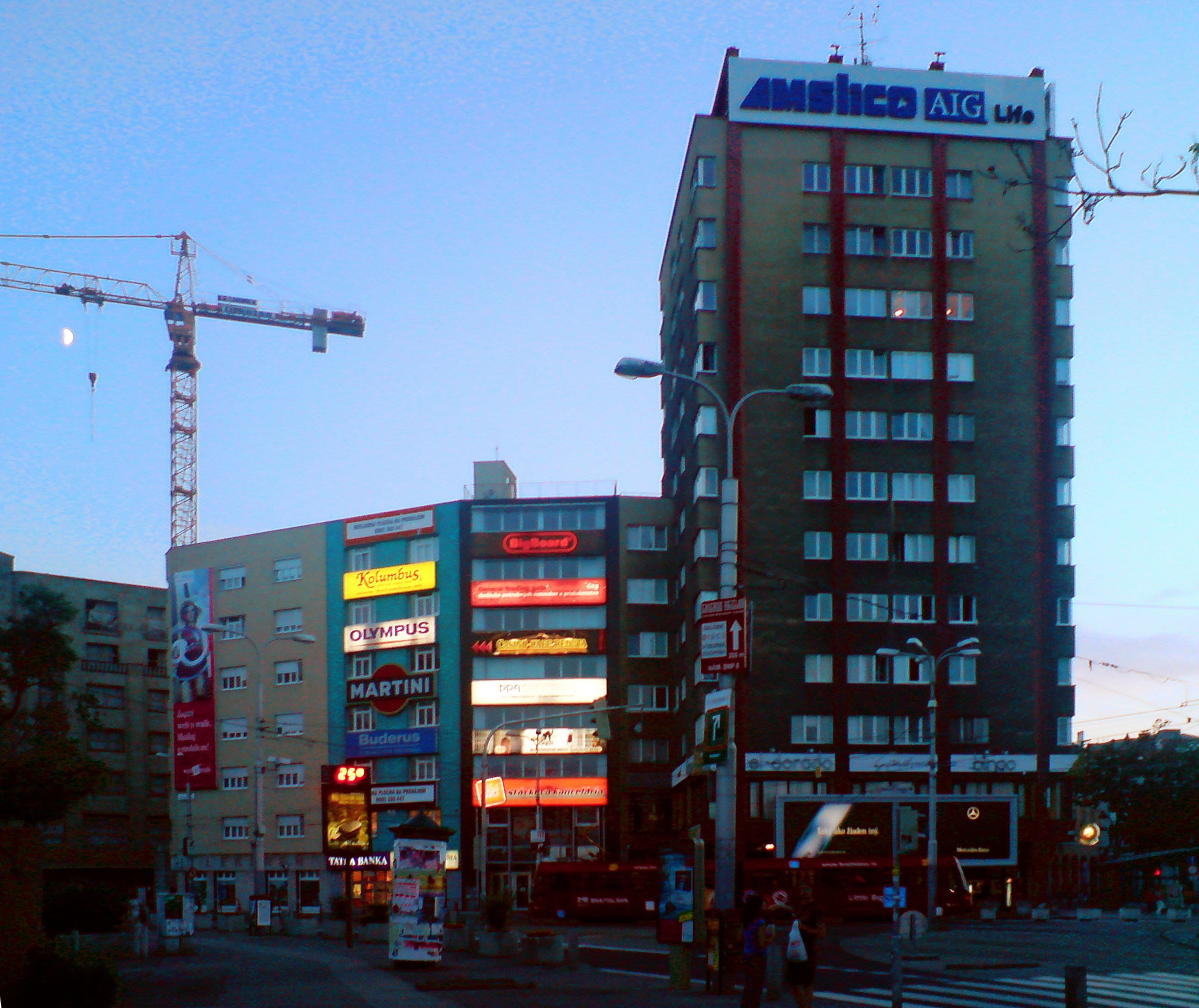
Kamenné námestie

Kamenné námestie (Kamienny Plac; dawniej Stein-Platz (niem.) lub Kő-tér (węg.)) – jeden z centralnych placów w Bratysławie.
Na placu znajduje się market "Tesco", a także dom towarowy "Prior" i hotel "Kyjev".
Na Kamiennym Placu zatrzymuje się kilka linii tramwajowych, które obsługują Nowe Miasto, Rače, Karlovą Ves i Dubravkę.